# اقتصاد یمن
اقتصاد یمن یکی از فقیرترین و کمتر توسعه یافته‌ترین اقتصادهای جهان است. در زمان اتحاد دو یمن، یمن جنوبی و یمن شمالی دارای نظام اقتصادی توسعه نیافته بسیار متفاوت اما به طوی مشابه در حالت وخیمی بودند. از زمان اتحاد دو یمن، اقتصاد این کشور مجبور شده‌است عواقب حمایت یمن از عراق بعثی را در طول جنگ خلیج فارس ۱۹۹۰–۱۹۹۱ را تحمل کند. در طی این جنگ، عربستان سعودی تقریباً ۱ میلیون کارگر یمنی را اخراج کرد و همراه با کویت به‌طور قابل توجهی کمک اقتصادی به یمن را کاهش داد. جنگ داخلی ۱۹۹۴ اقتصاد یمن را بیش از پیش تحت فشار قرار داد و در نتیجه، یمن در ۲۴ سال گذشته به شدت به کمک‌های آژانس‌های چندجانبه بین‌المللی برای حفظ اقتصاد خود متکی بوده‌است و در مقابل، متعهد شده‌است که اصلاحات اقتصادی قابل توجهی را اجرا کند. در سال ۱۹۹۷ میلادی، صندوق بین‌المللی پول (IMF) دو برنامه را با نام های «تسهیلات ساختاری و تنظیم کننده پیشرفته» (که اکنون به عنوان تسهیلات کاهش فقر و رشد یا PRGF شناخته می‌شود) و «تسهیلات مالی تمدید شده» را برای افزایش چشمگیر اعتبار یمن تصویب کرد. در سال‌های آتی، دولت یمن تلاش و اقداماتی برای اصلاحات توصیه شده انجام داد که از نمونه‌های می‌توان به اقداماتی برای کاهش حقوق و دستمزد خدمات ملکی، حذف یارانه‌های گازوئیل و سایر یارانه‌ها، کاهش هزینه‌های دفاعی، وضع مالیات بر فروش عمومی، و خصوصی‌سازی صنایع دولتی اشاره کرد اما با این حال، پیشرفت محدود باعث شد که صندوق بین‌المللی پول بین سال‌های ۱۹۹۹ و ۲۰۰۱ کمک مالی خود را به حالت تعلیق درآورد.
در سال‌های اخیر جنگ داخلی یمن و بمباران هوایی ائتلاف در جریان مداخله به رهبری عربستان، اقتصاد یمن را بیش از پیش ویران کرده‌است.
در نتیجه جنگ داخلی، یمن از تورم و کاهش ارزش ریال یمن، واحد پول رسمی خود، رنج می‌برد و اقتصاد یمن از زمان آغاز جنگ داخلی در تاریخ ۱۹ مارس ۲۰۱۵ تا اکتبر ۲۰۱۸ میلادی، ۵۰ درصد کوچکتر شده است.